# Dalechampia juruana
Dalechampia juruana är en törelväxtart som beskrevs av Ernst Heinrich Georg Ule. Dalechampia juruana ingår i släktet Dalechampia och familjen törelväxter. Inga underarter finns listade i Catalogue of Life.